# Sagittális varrat

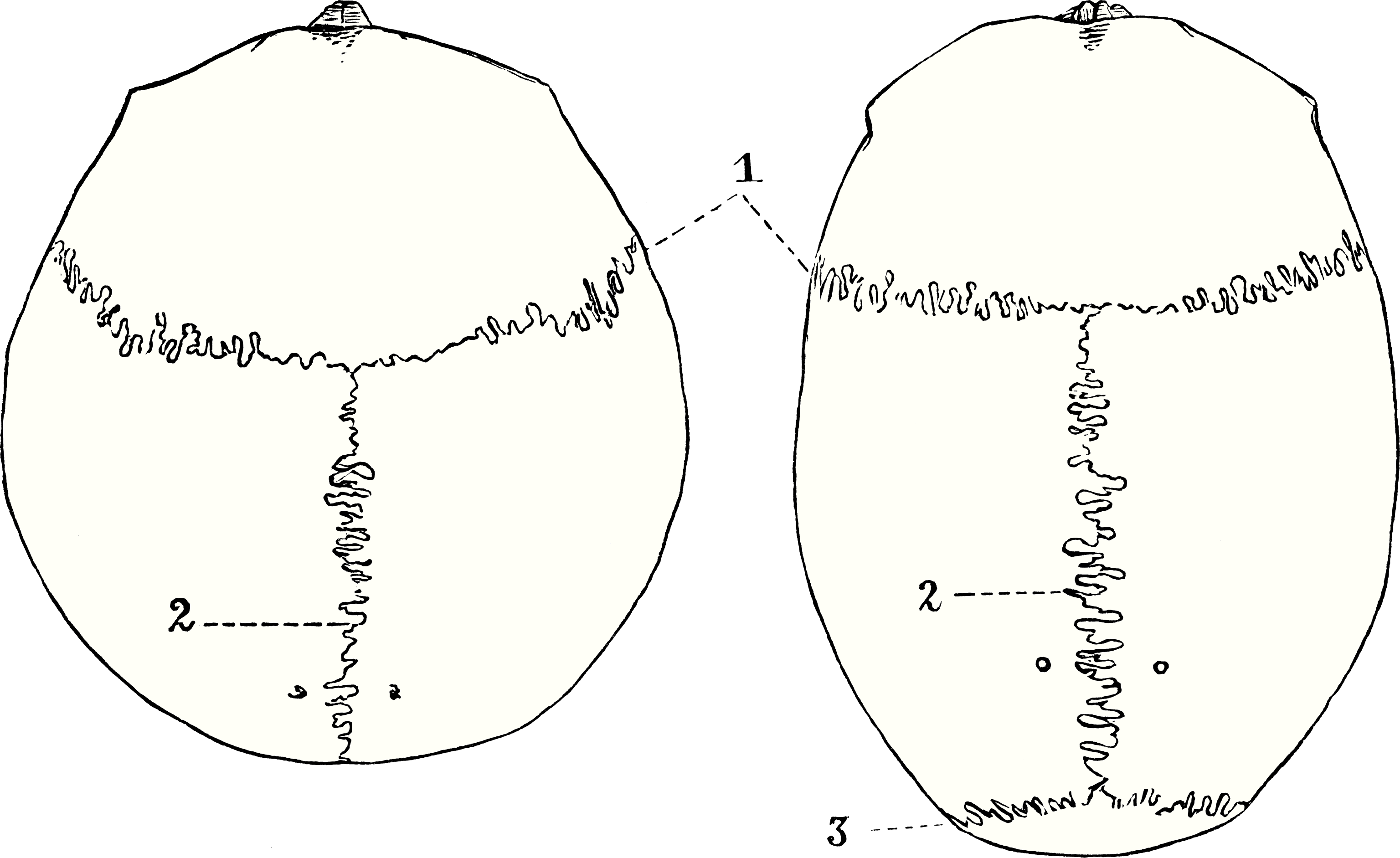
A koponya felülről (a 2-sel jelölt varrat)

A sagittális varrat (magyarul nyíl varrat, latinul sutura sagittalis) egy vastag koponyavarrat a falcsontok (os parietale) között.

## Problémák az illeszkedéssel
Ha a varratok túl gyorsan illeszkednek össze, deformitás fejlődési rendellenesség alakul ki. Ilyenkor a koponya alakja hosszú keskeny és ék alakú lesz. Ennek a deformitásnak az elnevezése scaphocephalia (csónak alakú koponya).